# Pequeñas anécdotas sobre las instituciones
Pequeñas anécdotas sobre las instituciones es el tercer álbum de estudio de Sui Géneris. Para ese entonces a Charly García y Nito Mestre se les habían sumado Rinaldo Rafanelli y Juan Rodríguez, convirtiéndose entonces en un cuarteto eléctrico. A diferencia de las entregas anteriores, la lírica del álbum tuvo una temática de crítica política hacia las «instituciones» básicas de la sociedad: la familia, los militares, la represión policial, la censura, los asesinatos políticos. García ha precisado que las instituciones «eran el Poder, los militares, bah, que se habían apropiado de las instituciones».
El disco fue un éxito de críticas, pero no alcanzó las ventas masivas de sus dos álbumes anteriores. Esto desanimó bastante a Charlie García (en aquellas épocas todavía no era Charly), quien había apostado por un sonido más novedoso incursionando por primera vez en el rock progresivo/sinfónico, dejando atrás la etapa country de la banda, y fue el germen de la disolución de Sui Géneris.

## Historia

### Antecedentes y grabación
Charly García en busca de innovaciones viajó a Estados Unidos y compró una serie de teclados novedosos para la época (entre ellos un piano eléctrico Fender Rhodes, un sintetizador de cuerdas ARP String ensemble y un Mini Moog). Las letras de las canciones tienen un fuerte contenido político y hacen referencia directa a las instituciones sociales represivas (familia, censura, militares, educación, represión policial), en momentos en que la violencia política y sobre todo la acción terrorista de la Triple A  de  José López Rega que arreciaba violentamente contra los artistas e intelectuales. Para moderar su contenido, el título original, Instituciones, tuvo que ser cambiado; varias canciones fueron modificadas, como "Instituciones", "Las increíbles aventuras del Señor Tijeras", "Música de fondo para cualquier fiesta animada" y "Para quién canto yo entonces", y dos de ellas "Botas Locas" y "Juan Represión", debieron ser eliminadas y cambiadas por otras. 

La tapa también la hizo Juan Gatti, con los dibujos de los temas, en blanco y negro porque es un poco más pesado, más oscuro, lo que se está contando.
Nito Mestre.

Además el cambio estilístico no fue bien recibido por el público, al cual no le gustó el sonido eléctrico. La presentación se realizó el 13 de diciembre de 1974 (tres días antes del lanzamiento del álbum) en el Teatro Coliseo, con invitados como David Lebón y León Gieco.

### Los textos modificados
Para que Instituciones pudiese ser publicado, sin arriesgarse a las gravísimas consecuencias que podían sufrir los músicos y sus productores en medio de la escalada de violencia durante el gobierno constitucional de María Estela Martínez de Perón, que anticipaba la dictadura que tomaría el poder poco más de un año después, además de cambiar el título mismo por Pequeñas anécdotas sobre las instituciones, Charly García debió modificar varios textos de los temas. Estas son las modificaciones que hizo a las letras:
"Instituciones"
- Versión original (modificada)

Yo miro por el día que vendrá,
hermoso como un sol en la ciudad,
y si me escuchás bien,
vos me entenderás
por qué yo esperé en vano
que me dieras tu mano.
De mis huesos la soledad
debes quitar.

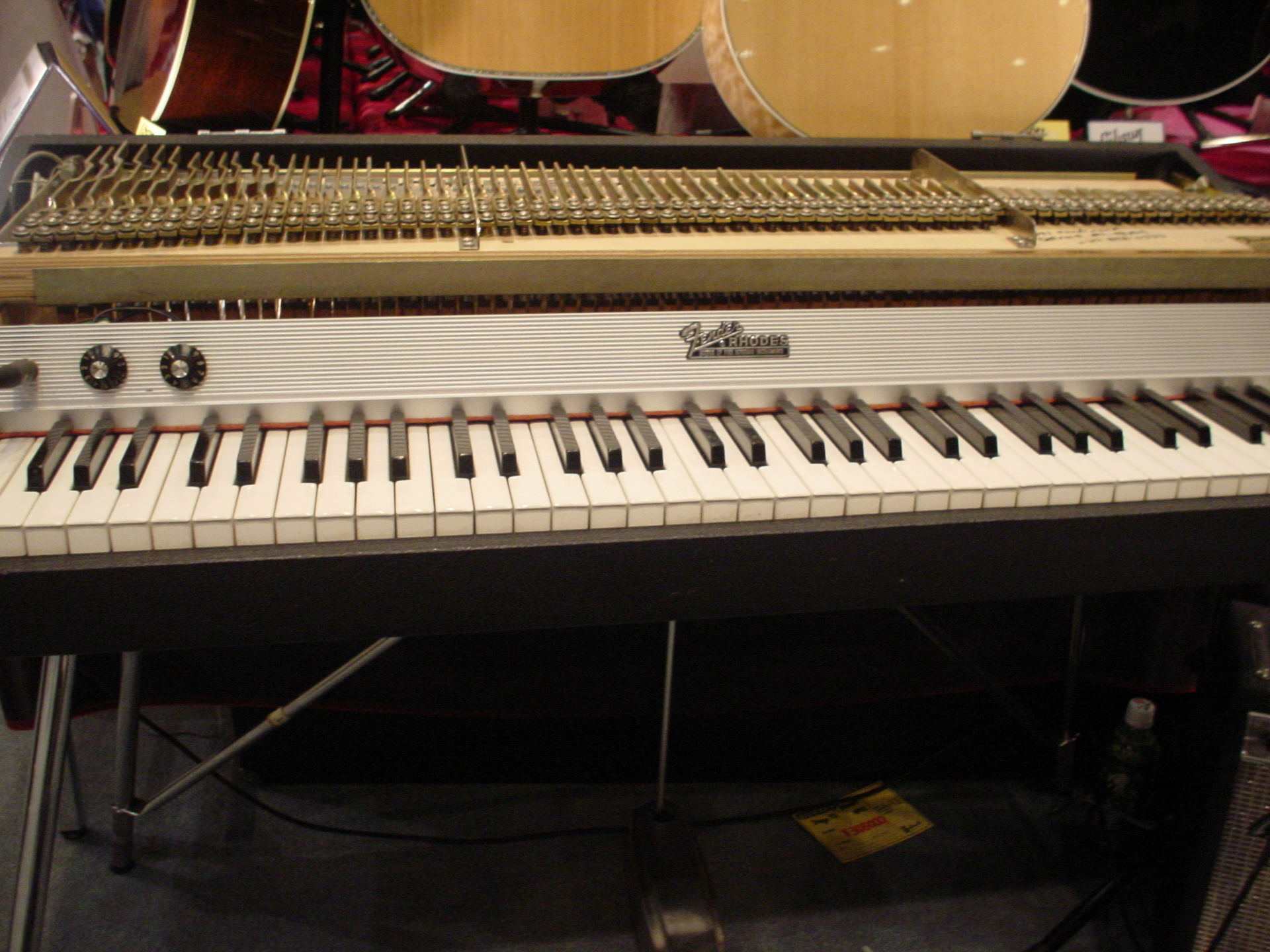
El Fender Rhodes se oye claramente durante las estrofas de "Tango en segunda".

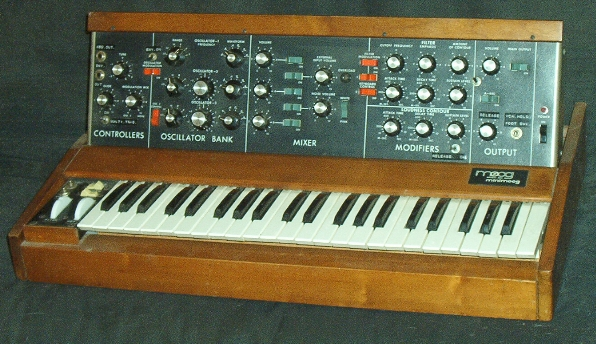
Charly García experimentó con un sintetizador analógico Minimoog en varios temas. Se destaca en la parte instrumental de "Tango en segunda".

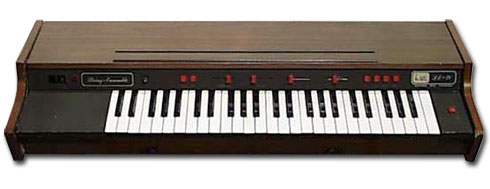
El ARP String Ensemble imita secciones de cuerda. Tiene mucha presencia en "Pequeñas delicias de la vida conyugal".

Los magos, los acróbatas, los clowns
mueven los hilos con habilidad,
pero ya me cansé de esta libertad,
ya no quiero más padres
que acaricien mi espalda,
soy un hombre que debe andar
sin consultar.
"Oye, hijo, las cosas están de este modo,
dame el poder y deja que yo arregle todo,
no preguntes más."
"Tenés sábados, hembras y televisores,
tenés días para amar aún sin los pantalones,
no preguntes más."
Pero es que ya me harté de esta libertad
y no quiero más padres que acaricien mi espalda,
soy un hombre que debe andar
sin pedir permiso para ir a llorar.

"Las increíbles aventuras del Señor Tijeras"
- Versión original (modificada) de la última estrofa:

Yo detesto a la gente que tiene el poder
de indicar lo que es bueno y lo malo también.
Sólo el pueblo, mi amigo, es capaz de entender.
Los censores de ideas temblarán de horror
con el hombre libre
a la luz del sol.

"Música de fondo para cualquier fiesta animada"
- Versión original (modificada):

Había una vez
en la casa de un juez
una fiesta impresionante:
vino y caviar, y mujeres sin bailar
y marihuana en los baños
y un presidente hablando
sobre un pueblo en paz
y la manera de tranquilizar
a las bocas que pedían libertad
Había una vez
una casa con tres personas en una mesa:
un leñador con su hijo menor
y su mujer blanca y gruesa.
Sus vidas eran miserables bajo el sol
y el que levantó el brazo con dolor
está muerto, alguien dijo, por error.
Y en la fiesta
la noche pasa amablemente
y hasta el juez se acuesta
con el presidente,
bailan y ríen.
Había una vez
un país al revés
y todo era diferente.
Todo el dolor el oro y el sol
pertenecían a la gente.
Yo miraba de lejos ésta dividir
Y en mi plato no hay nada para mí. 
¿Qué justicia 
habrá entonces
para el pueblo?
 

"Para quien canto yo entonces"
- Versión original (modificada) de la última estrofa:

Y yo canto para usted,
señor del reloj del oro.
Sé que a usted nada lo hará cambiar
pero quiero que se entere
que su hijo no lo quiere.

## Lista de canciones

### Versión oficial editada
Todas las canciones escritas y compuestas por Charly García, excepto "Tema de Natalio", por Charly García y Rinaldo Raffanelli. 
| Pequeñas anécdotas sobre las instituciones |                                                 |          |  |
| N.º                                        | Título                                          | Duración |  |
| 1.                                         | «Instituciones»                                 | 4:53     |  |
| 2.                                         | «Tango en segunda»                              | 3:32     |  |
| 3.                                         | «El show de los muertos»                        | 6:04     |  |
| 4.                                         | «Las increíbles aventuras del Señor Tijeras»    | 5:53     |  |
| 5.                                         | «Pequeñas delicias de la vida conyugal»         | 3:43     |  |
| 6.                                         | «El tuerto y los ciegos»                        | 2:04     |  |
| 7.                                         | «Música de fondo para cualquier fiesta animada» | 4:35     |  |
| 8.                                         | «Tema de Natalio» (instrumental)                | 6:07     |  |
| 9.                                         | «Para quién canto yo entonces»                  | 3:43     |  |
| 40:34                                      |                                                 |          |  |

| Reediciones en CD desde 1995 |                                                           |          |  |
| N.º                          | Título                                                    | Duración |  |
| 10.                          | «Juan Represión» (Censurada en la primera edición del LP) | 3:29     |  |
| 11.                          | «Botas locas» (Censurada en la primera edición del LP)    | 4:54     |  |

### Versión original sin censura
Todas las canciones escritas y compuestas por Charly García, excepto "Tema de Natalio", por Charly García y Rinaldo Raffanelli. 
| Instituciones |                                                                                            |              |          |  |
| N.º           | Título                                                                                     | Escritor(es) | Duración |  |
| 1.            | «Instituciones» (con otra letra posteriormente modificada)                                 |              | 4:50     |  |
| 2.            | «Juan Represión»                                                                           |              | 3:29     |  |
| 3.            | «El show de los muertos»                                                                   |              | 6:04     |  |
| 4.            | «Las increíbles aventuras del Sr. Tijeras» (con otra letra posteriormente modificada)      |              | 5:53     |  |
| 5.            | «Pequeñas delicias de la vida conyugal»                                                    |              | 3:43     |  |
| 6.            | «Botas locas»                                                                              |              | 4:54     |  |
| 7.            | «Música de fondo para cualquier fiesta animada» (con otra letra posteriormente modificada) |              | 4:35     |  |
| 8.            | «Tema de Natalio» (instrumental)                                                           |              | 6:07     |  |
| 9.            | «¿Para quién canto yo entonces?» (con otra letra posteriormente modificada)                |              | 3:43     |  |
| 43:23         |                                                                                            |              |          |  |

## Créditos
- Charly García: Piano, Yamaha Strings, Piano eléctrico Fender Rhodes, Mini Moog, Clavinet Hohner, ARP Strings, Ensamble de cuerdas, guitarra y voz
- Nito Mestre: Voz, guitarra acústica y flauta traversa
- Rinaldo Rafanelli: Bajo, guitarra eléctrica, guitarra acústica y coros
- Juan Rodríguez: batería
- Productor: Jorge Álvarez

Invitados
- Alejandro Correa: Bajo
- Carlos Cutaia: Órgano Hammond en "Tema de Natalio"
- León Gieco: Armónica en "Para quien canto yo entonces"
- María Rosa Yorio: Coros en "El Show de Los Muertos"
- David Lebón: Guitarra eléctrica en "Tango En Segunda"
- Oscar Moro: Batería en "El Tuerto y Los Ciegos"
- Jorge Pinchevsky: Violín en "El tuerto y los ciegos" y "Tema de Natalio"
- Billy Bond: Coros